# Onalaska (Wisconsin)
Onalaska é uma cidade localizada no estado norte-americano de Wisconsin, no Condado de La Crosse.

## Demografia
Segundo o censo norte-americano de 2000, a sua população era de 14.839 habitantes.
Em 2006, foi estimada uma população de 16.186, um aumento de 1347 (9.1%).

## Geografia
De acordo com o United States Census Bureau tem uma área de
25,1 km², dos quais 23,6 km² cobertos por terra e 1,5 km² cobertos por água.

## Localidades na vizinhança
O diagrama seguinte representa as localidades num raio de 12 km ao redor de Onalaska.